# 116e Pantserdivisie
De 116e Pantserdivisie (Duits: 116. Panzer-Division) was een Duitse pantserdivisie tijdens de Tweede Wereldoorlog. De divisie kwam in actie aan het Westfront in het laatste volle jaar van de oorlog, in Normandië, de Zak van Falaise, Aken, de Betuwe, het Hürtgenwald, het Rijnland en eindigend in de grote Ruhrkessel in april 1945.

## Geschiedenis

### Oprichting
De 116e Pantserdivisie werd opgericht op 28 maart 1944 bij Beauvais in Frankrijk uit de resten van der 16e Pantsergrenadierdivisie en de 179e Reserve Pantserdivisie.

### Normandië
De divisie werd al snel gelegerd met hoofdkwartier in Les Andelys. Op 9/10 juni 1944, na het begin van de geallieerde invasie in Normandië, werd de divisie naar de Kanaalkust overgebracht, rond Le Tréport. Daar bleef de divisie tot 19 juli 1944. In de volgende 5 dagen volgde een transport met veerboten naar de zuidelijke oever van de Seine en werd daarna achter het I SS Pantserkorps Leibstandarte gestationeerd tot 28 juli. Vervolgens werd de divisie ingezet om de Amerikaanse uitbraak uit het Normandisch bruggenhoofd te beteugelen, inclusief de tegenaanval bij Mortain (Operatie Lüttich). De divisie werd daarop ingesloten in de Zak van Falaise en was een van de divisies die de opening zo lang mogelijk open hielden. Zwaar aangeslagen (nog slechts 600 man en 12 tanks waren over) ontsnapte de divisie en trok terug naar de Duitse grens.

### Eerste slag om Aken
De divisie bereikte op 12 september 1944 het gebied rond Aken. De divisie kreeg de opdracht deze stad te verdedigen. Deze gevechten duurden tot eind september en in die tussentijd hadden de Amerikanen een boog om de stad veroverd, maar de stad zelf niet. Op 27 september werd de divisie daarop teruggetrokken. Een korte opfrissing volgde in Düsseldorf, waarbij de divisie onder ander de Luftwaffen-Festungs-Bataillone XII, XIII en XIX opnam ter versterking.

### Nederland - Betuwe
De divisie werd overgebracht naar de Betuwe en nam vanaf 1 oktober deel aan de Duitse tegenaanval daar, ten noorden van Elst. Hier leed de divisie opnieuw stevige verliezen, zonder echte resultaten te behalen. Vanaf 8 oktober werd de divisie met veerboten alweer teruggebracht over de Rijn.

### Aken en Hürtgenwald
Opnieuw werd de divisie overgebracht naar het gebied rond Aken. Van 11 tot 25 oktober volgden tegenaanvallen en verdediging bij Würselen en noordelijk van Aken. Die stad werd uiteindelijk op 21 oktober 1944 door de Amerikanen veroverd.
Op 30 oktober 1944 werd het Panzergrenadierbataljon 2108 van de opgeheven Panzerbrigade 108 ingevoegd in de divisie.
Tussen 4 en 16 november 1944 kwam de divisie zeer succesvol in actie tijdens de Slag om het Hürtgenwald, waarbij de divisie de Amerikaanse 28e Infanteriedivisie bloedige verliezen toebracht rond Vossenack en bij een tegenaanval op 8 november, waarbij Schmidt heroverd werd. Na deze successen werd de divisie weer teruggenomen van het front voor een herbouw en rust rond Mönchengladbach. Maar af en toe was divisie toch nodig en van 17 tot 26 november 1944 werden delen toch weer ingezet oostelijk van Aken.

### Ardennen

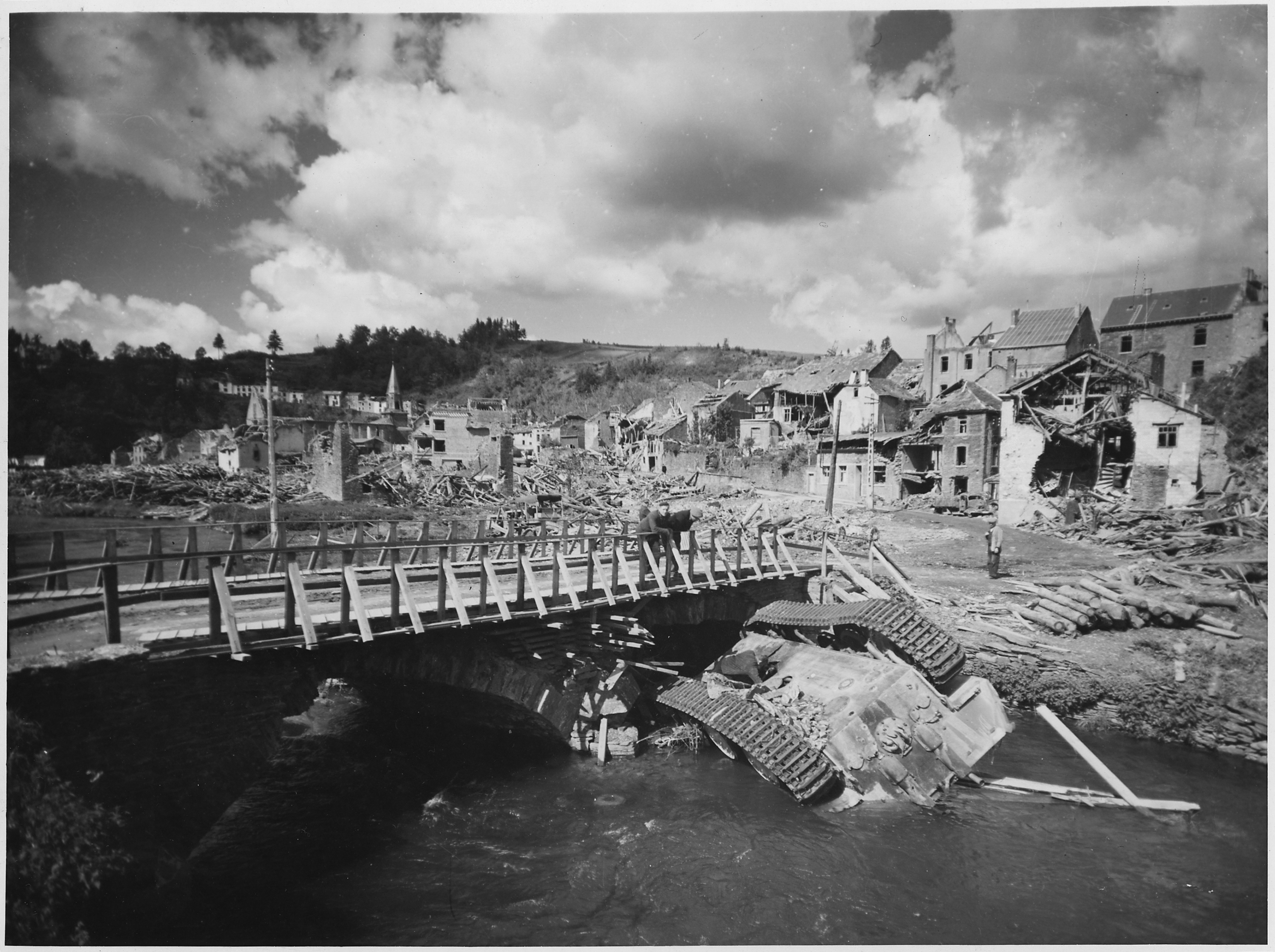
Panther van de divisie ondersteboven in de Ourthe bij Houffalize

De divisie werd vanaf 16 december 1944 ingezet in het Ardennenoffensief. Vanuit de Duitse Eifel rukte de divisie snel op naar Houffalize en vervolgens richting de Maas via La Roche-en-Ardenne naar Hotton. Hier werd de divisie tegengehouden door de Amerikaanse 3e Pantserdivisie. De opmars kwam echter pas definitied tot staan tussen 24 en 26 december tussen Marche-en-Famenne en Hotton in zware gevechten met de Amerikaanse 84e Infanteriedivisie rond Verdenne. Na het mislukken van het offensief voerde de divisie vanaf 5 januari 1945 een langzame defensieve terugtocht uit, terug naar de Duitse grens.
Van 18 januari tot 10 februari 1945 was de divisie gelegerd rond Erkelenz voor een gedeeltelijke herbouw, maar o.a. het panzerregiment bleef wegens brandstofgebrek achter in de Eifel.

### Ruhrkessel
Vanaf 12 februari 1945 werd de divisie ingezet voor tegenaanvallen tegen de Britse Operatie Veritable in het Reichswald, o.a. bij Goch. Hoewel de Britse opmars vertraagd werd, kon de divisie die niet stoppen. Langzaam moest de divisie terug naar de Rijn en belandde zo in de Wesel-pocket. Tussen 5 en 10 maart 1945 stak de divisie de Rijn over. Voor een rustpauze werd de divisie overgebracht naar de Achterhoek. Toen de geallieerden op 23 maart 1945 de Rijn overstaken in Operatie Plunder, moest de divisie weer in actie komen en kon korte tijd de uitbraak van de Amerikaanse 30e Infanteriedivisie uit het bruggenhoofd voorkomen. Maar met slechts 2800 man en 10 tanks vechtend tegen een overmacht, was er tegen 28 maart geen houden aan en trok de divisie terug. In de daaropvolgende dagen werd de divisie in de Ruhrkessel geduwd en vormde vanaf 1 april 1945 deel van het noordelijk front van deze pocket, achter de Lippe, ten noorden van Soest. Tegen het midden van de maand werd de divisie de oostelijke Ruhrpocket ingedreven.

### Het einde
De 116e Pantserdivisie capituleerde bij Menden in de Ruhrkessel aan de Amerikaanse 7e Pantserdivisie op 16 april 1945. Kleine delen waren buiten de omsingeling gebleven, en deze kwamen nog in actie in de Harz bij het 11e Leger tot 21 april 1945.

## Bovenliggende bevelslagen
| Legerkorps                      | Leger                        | Legergroep     | Plaats/regio      | Begin             | Eind               |
| ------------------------------- | ---------------------------- | -------------- | ----------------- | ----------------- | ------------------ |
| in oprichting                   |                              | Heeresgruppe B | Frankrijk         | 28 maart 1944     | 9 juni 1944        |
| direct                          | 15. Armee                    | Heeresgruppe B | Normandische kust | 10 juni 1944      | 24 juli 1944       |
| ?                               | 7. Armee                     | Heeresgruppe B | Normandië         | 29 juli 1944      | augustus 1944      |
| II SS Pantserkorps              | 5. Panzerarmee               | Heeresgruppe B | Normandië         | augustus 1944     |                    |
| 81e Legerkorps                  | 7. Armee                     | Heeresgruppe B | Aken, Eifel       | 11 september 1944 | 27 september 1944  |
| II SS Pantserkorps              | 1. Fallschirm-Armee          | Heeresgruppe B | Betuwe            | 1 oktober 1944    | 10 oktober 1944    |
| I SS Pantserkorps Leibstandarte | 7. Armee                     | Heeresgruppe B | Aken, Eifel       | 11 oktober 1944   |                    |
| 74e Legerkorps                  | 7. Armee                     | Heeresgruppe B | Aken, Eifel       | november 1944     |                    |
| direct                          | 7. Armee                     | Heeresgruppe B | Aken, Eifel       | december 1944     |                    |
| 58e Pantserkorps                | 5. Panzerarmee               | Heeresgruppe B | Ardennen          | 16 december 1944  | medio januari 1945 |
| 47e Pantserkorps                | 1. Fallschirm-Armee          | Heeresgruppe H | Nederrijn         | 11 februari 1945  | 31 maart 1945      |
| 47e Pantserkorps                | direct                       | Heeresgruppe B | Ruhrkessel        | 1 april 1945      | 9 april 1945       |
| 53e Legerkorps                  | Armee-Abteilung von Lüttwitz | Heeresgruppe B | Roergebied        | 10 april 1945     | 16 april 1945      |

## Commandanten
| Rang            | Naam                      | Begin             | Eind              |
| --------------- | ------------------------- | ----------------- | ----------------- |
| Oberst          | Gerhard Müller            | 28 maart 1944     | 30 april 1944     |
| Generalleutnant | Gerhard Graf von Schwerin | 1 mei 1944        | 14 september 1944 |
| Oberst          | Heinrich Voigtsberger     | 15 september 1944 | 19 september 1944 |
| Generalmajor    | Siegfried von Waldenburg  | 21 september 1944 | 16 april 1945     |

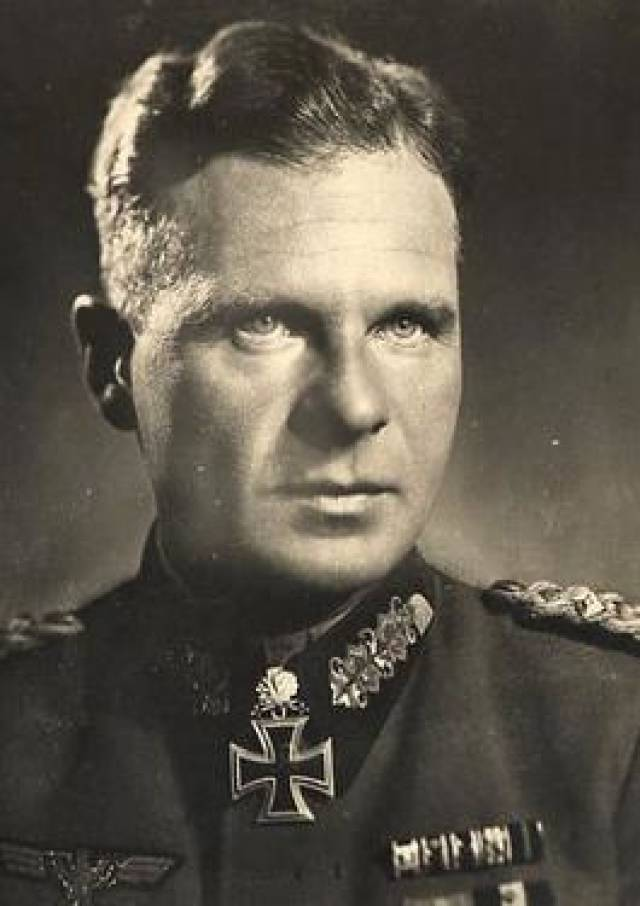
Gerhard von Schwerin

Oberst Müller was m.d.F.b. (mit der Führung beauftragt = tijdelijk met het bevel belast) van 11 tot 24 augustus 1944, omdat Graf von Schwerin tijdelijk het bevel was ontnomen wegens onenigheid met zijn superieur.

Oberst Voigtsberger was m.d.F.b., omdat Graf von Schwerin na de slag om Aken van zijn bevel ontheven werd.

## Samenstelling
- Panzer-Regiment 16
- Panzergrenadier-Regiment 60
- Panzergrenadier-Regiment 156
- Panzer-Aufklärungs-Abteilung 116
- Panzer-Artillerie-Regiment 146
- Heeres-Flak-Artillerie-Abteilung 281
- Panzerjäger-Abteilung 228
- Panzer-Pionier-Bataillon 675
- Panzer-Nachrichten-Abteilung 228
- Feldersatz-Bataillon 146
- Panzer-Nachschubtruppen 66

Panzer-Regiment 16: Op 3 juli 1944 werd de I. Abteilung in een Panther-Abteilung omgevormd. Deze I. Abteilung werd in september 1944 afgegeven aan de Panzerbrigade 111, maar kwam op 1 oktober 1944 weer terug bij het regiment. Aangezien het regiment zijn Panther-Abteilung miste, nam het de I./Pz.Reg.24 mee naar het front in Normandië. In november 1944 werd het regiment opnieuw opgericht met een Panther-Abteilung (4 compagnieën) en een gemengde Pz.Abt. (2 tankcompagnieën en 2 StuG-compagnieën).